# Butanona
La butanona, metiletilcetona o peròxid de MEK (de l'anglès methyl ethyl ketone), és un compost orgànic de la família de les cetones. En condicions ambient, es presenta en forma de líquid incolor inflamable, d'olor dolç i penetrant. En la naturalesa, es troba com substància en el regne vegetal, produït per alguns arbres i present en petites quantitats en fruits i vegetals. És un producte industrial, utilitzat com a base dissolvent en diverses aplicacions i com a intermediari de síntesi del peròxid de metiletil cetona, usat en la catàlisi d'algunes reaccions de polimerització com per exemple la de la resina epoxi. En el medi ambient, es troba com a producte derivat de la combustió de carburants dels motors de mitjans de locomoció.